# Calatola
Calatola é um género com oito espécies de plantas pertencente à família Icacinaceae. É originário do México ao Equador. A espécie tipo é Calatola mollis.

## Espécies
- Calatola columbiana Sleumer
- Calatola costaricensis Standl.
- Calatola laevigata Standl.
- Calatola mollis Standl.
- Calatola pastazana Sleumer
- Calatola sanquininensis
- Calatola uxpanapensis P.Vera-Caletti & T.Wendt
- Calatola venezuelana Pittie